# Splachnobryum crassinervium
Splachnobryum crassinervium är en bladmossart som beskrevs av Theo Albert Arts 2001. Splachnobryum crassinervium ingår i släktet Splachnobryum och familjen Splachnobryaceae. Inga underarter finns listade i Catalogue of Life.